# Aurseulles
Aurseulles es una comuna nueva francesa situada en el departamento de Calvados, de la región de Normandía.

## Historia
Fue creada el 1 de enero de 2017, en aplicación de una resolución del prefecto de Calvados de 8 de septiembre de 2016 con la unión de las comunas de Anctoville, Feuguerolles-sur-Seulles, Longraye, Orbois, Saint-Germain-d'Ectot, Sermentot y Torteval-Quesnay, pasando a estar el ayuntamiento en la antigua comuna de Anctoville.
Desde 1973 Feuguerolles-sur-Seulles, Orbois y Sermentot eran comunas asociadas de la comuna de Anctoville, que pasaron a ser comunas delegadas de la nueva comuna.

## Demografía
| Gráfica de evolución demográfica de Aurseulles entre 1800 y 2014 |
|                                                                  |

Los datos entre 1800 y 2014 son el resultado de sumar los parciales de las siete comunas que forman la nueva comuna de Aurseulles, cuyos datos se han cogido de 1800 a 1999, para las comunas de Anctoville, Feuguerolles-sur-Seulles, Longraye, Orbois, Saint-Germain-d'Ectot, Sermentot y Torteval-Quesnay de la página francesa EHESS/Cassini. Los demás datos se han cogido de la página del INSEE.

## Composición
| Comuna delegada          | Código INSEE | Población (2013) | Superficie (km²) | Densidad (hab./km²) |
| ------------------------ | ------------ | ---------------- | ---------------- | ------------------- |
| Anctoville               | 14011        | 1073             | 17.48            | 61                  |
| Feuguerolles-sur-Seulles | 14267        | 169              | 0                | 0                   |
| Longraye                 | 14376        | 244              | 6.59             | 37                  |
| Orbois                   | 14479        | 136              | 0                | 0                   |
| Saint-Germain-d'Ectot    | 14581        | 303              | 4.97             | 61                  |
| Sermentot                | 14673        | 306              | 0                | 0                   |
| Torteval-Quesnay         | 14695        | 327              | 16.96            | 19                  |